# Фельтгайм (Ааргау)
Фельтгайм (нім. Veltheim AG) — громада  в Швейцарії в кантоні Ааргау, округ Бругг.

## Географія
Громада розташована на відстані близько 80 км на північний схід від Берна, 10 км на північний схід від Аарау.
Фельтгайм має площу 5,2 км², з яких на 15,6% дозволяється будівництво (житлове та будівництво доріг), 47,9% використовуються в сільськогосподарських цілях, 32,5% зайнято лісами, 4% не є продуктивними (річки, льодовики або гори).

## Демографія
2019 року в громаді мешкало 1518 осіб (+8,6% порівняно з 2010 роком), іноземців було 18,4%. Густота населення становила 290 осіб/км².
За віковим діапазоном населення розподілялося таким чином: 19% — особи молодші 20 років, 64,8% — особи у віці 20—64 років, 16,2% — особи у віці 65 років та старші. Було 637 помешкань (у середньому 2,4 особи в помешканні).
Із загальної кількості 606 працюючих 72 було зайнятих в первинному секторі, 269 — в обробній промисловості, 265 — в галузі послуг.